# アッパーディスコ/FOREVER YOUNG
「アッパーディスコ/FOREVER YOUNG」（アッパーディスコ/フォーエバー・ヤング）は、2017年5月9日にT-Palette Recordsから発売、および配信された日本の女性アイドルグループ・アップアップガールズ（仮）の通算22枚目のCDシングルである。

## 概要
- 仙石みなみと佐藤綾乃にとっては最後の参加シングル。
- 同年2月25日に結成された妹分グループ・アップアップガールズ（2）がコーラス・ジャケット写真・ミュージックビデオに参加し、通常盤Cではアップアップガールズ（2）のみの歌唱である『FOREVER YOUNG [アップアップガールズ(2) Ver.]』が収録されている。

## 収録曲

### 通常盤A
1. アッパーディスコ
作詞・作曲・編曲：PandaBoY
2. FOREVER YOUNG
作詞：NOBE、作曲・編曲：michitomo
3. FLASH
作詞：山本メーコ、作曲・編曲：y0c1e
4. アッパーディスコ（Instrumental）
5. FOREVER YOUNG（Instrumental）

### 通常盤B
1. アッパーディスコ
2. FOREVER YOUNG
3. Show Time
作詞・作曲：Kenji kabashima、編曲：ツカダタカシゲ
4. アッパーディスコ（Instrumental）
5. FOREVER YOUNG（Instrumental）

### 通常盤C
1. アッパーディスコ
2. FOREVER YOUNG
3. FOREVER YOUNG [アップアップガールズ(2) Ver.]
歌：アップアップガールズ（2）
4. アッパーディスコ（Instrumental）
5. FOREVER YOUNG（Instrumental）

## リリース日一覧
| 地域 | リリース日   | レーベル          | 規格                   | カタログ番号         |
| ---- | ------------ | ----------------- | ---------------------- | -------------------- |
| 日本 | 2017年5月9日 | T-Palette Records | マキシシングル         | TPRC-0177（通常盤A） |
| 日本 | 2017年5月9日 | T-Palette Records | マキシシングル         | TPRC-0178（通常盤B） |
| 日本 | 2017年5月9日 | T-Palette Records | マキシシングル         | TPRC-0179（通常盤C） |
| 日本 | 2017年5月9日 | T-Palette Records | デジタル・ダウンロード | -                    |